# Dynasty (àlbum)
Dynasty és l'àlbum d'estudi de la banda Kiss.

## Llista de cançons
1. I Was Made for Lovin' You – 04:30
2. 2,000 Man – 04:55
3. Sure Know Something – 04:01
4. Dirty Livin' – 04:27
5. Charisma – 04:25
6. Magic Touch – 04:42
7. Hard Times – 03:31
8. X-Ray Eyes – 03:46
9. Save Your Love – 04:40